# Lacul Ciumfu Mic
Lacul Ciumfu Mic este un lac glaciar situat în Parcul Național Retezat din Munții Retezat (Carpații Meridionali, România), la o altitudine de 1910 m, în căldarea de sub vârful Ciumfu Mare (2257 m). Este alimentat de pârâul Custurii, care adună apele lacurilor Custura Mare și Custura Mică
Apele sale ajung în Râul Bărbat, în aval de cascada Ciumfu. Lacul poate fi vizitat pe poteci ciobănești de cei care ajung la Stâna de Râu.